# Оцука, Джули
Джулия Оцука (род. 15 мая 1962, Пало-Алто, Калифорния) — американская писательница.

## Биография
Оцука родилась в 1962 году в Пало-Альто, Калифорния. Её отец работал аэрокосмическим инженером, а мать до рождения дочери работала лаборантом. Оба её родителя были японского происхождения: её отец был иссеем, а мать — нисей. Когда ей было девять лет, её семья переехала в Палос-Вердес, Калифорния. У неё есть два брата, один из которых, Майкл Оцука, преподает в Лондонской школе экономики.
После окончания средней школы Оцука поступила в Йельский университет, получив степень бакалавра гуманитарных наук в 1984 году. Позже в 1999 году она окончила Колумбийский университет со степенью магистра изобразительных искусств. В её дебютном романе «Когда император был божественен» речь идет об интернировании американцев японского происхождения во время Второй мировой войны. Он был опубликован в 2002 году Альфредом А. Кнопфом. Её второй роман «Будда на чердаке» (2011) посвящен японским фотографиям невест.
Исторические художественные романы Оцуки посвящены американцам японского происхождения. Её книги привлекают внимание к тяжелому положению американцев японского происхождения во время Второй мировой войны. Хотя она не жила в период японского интернирования, её мать, дядя, двое бабушек и дедушек пережили этот период, что дает Оцуке личный взгляд на этот вопрос. «Когда император был божественен» был первым романом, в котором она изображает японские лагеря для интернированных. Имея опыт работы художником, Оцука уделяет внимание деталям и описаниям, используя яркие образы ситуаций. Она является лауреатом литературной премии Albatros.
Оцука живёт в Нью-Йорке.

## Награды и отличия
В 2004 году Оцука получил стипендию Гуггенхайма.
В 2011 году её роман «Будда на чердаке» стал бестселлером New York Times и San Francisco Chronicle .
В 2022 году издание Publishers Weekly назвало её роман «Пловцы» одним из десяти лучших художественных произведений, опубликованных в этом году.
| Год  | Название                         | Премия                                                        | Категория          | Результат | Прим.  |
| ---- | -------------------------------- | ------------------------------------------------------------- | ------------------ | --------- | ------ |
| 2003 | Когда император был божественным | Азиатско-американская литературная премия                     | —                  | Победа    | [ 12 ] |
| 2003 | Когда император был божественным | Премия Алекса                                                 | —                  | Победа    | [ 13 ] |
| 2011 | Будда на чердаке                 | Книжная премия Los Angeles Times                              | Fiction            | Finalist  | [ 14 ] |
| 2011 | Будда на чердаке                 | Премия Лангума                                                | Historical Fiction | Победа    | [ 15 ] |
| 2011 | Будда на чердаке                 | Национальная книжная премия                                   | Fiction            | Finalist  | [ 16 ] |
| 2012 | Будда на чердаке                 | Награды в области искусства и литературы                      | Literature         | Победа    | [ 17 ] |
| 2012 | Будда на чердаке                 | Премия ПЕН-клуба/Фолкнера в области художественной литературы | —                  | Победа    | [ 18 ] |
| 2012 | Будда на чердаке                 | Prix Femina Étranger                                          | —                  | Победа    | [ 19 ] |
| 2014 | Будда на чердаке                 | Альбатрос Литературпрейс                                      | —                  | Победа    | [ 20 ] |
| 2023 | Пловцы                           | Медаль Эндрю Карнеги                                          | Fiction            | Победа    | [ 21 ] |

## Работы
- When the Emperor was Divine. — New York City : Alfred A. Knopf, 2002. — ISBN 978-0-385-72181-3.
- The Buddha in the Attic. — New York City : Alfred A. Knopf, 2011. — ISBN 978-0-307-74442-5. (2013 England: ISBN 978-0-241-95648-9)
- «Diem Perdidi» (2011) — это рассказ, рассказывающий о разрозненных воспоминаниях матери главного героя по мере прогрессирования слабоумия её матери[22].
- The Swimmers. — New York City : Alfred A. Knopf, 2022. — ISBN 978-0-5933-2133-1.